# Prototype 2
Prototype 2 (stavat som [PROTOTYPE2]) är ett actionäventyrspel som gavs ut den 24 april 2012 till Microsoft Windows, Playstation 3 och Xbox 360. Spelet utvecklades av  Radical Entertainment och gavs ut av Activision. Spelet är uppföljaren till Prototype från 2009. Spelet tillkännagavs på Spike VGA Awards 2010 med taglinen: "Murder your Maker".
Spelet har en ny huvudperson vid namn James Heller, som ger ut på ett uppdrag att förstöra Blacklight-viruset. Berättelsen handlar också om hämnd, då Heller vill döda Alex Mercer, huvudpersonen i det första Prototype-spelet, efter att hans familj hade dödats under utbrottet av Blacklight-viruset.